# Культабан (Актюбинская область)
Культабан (каз. Көлтабан) — село в Алгинском районе Актюбинской области Казахстана. Входит в состав Акайского сельского округа. Находится примерно в 78 км к западу от центра города Алга. Код КАТО — 153239300.

## Население
В 1999 году население села составляло 257 человек (137 мужчин и 120 женщин). По данным переписи 2009 года в селе проживало 167 человек (89 мужчин и 78 женщин).